# توویل-سیو-مر
توویل-سیو-مر (به فرانسوی: Trouville-sur-Mer) یک کمون در فرانسه است که در نرماندی واقع شده‌است. توویل-سیو-مر ۶٫۷۹ کیلومتر مربع مساحت و ۴٬۸۶۴ نفر جمعیت دارد و ۵ متر بالاتر از سطح دریا واقع شده‌است.

## خواهرخوانده
شهرهای بارنستاپل و ورخلابی خواهرخوانده‌های توویل-سیو-مر هستند.